# Jacques Demers (Eishockeytrainer)
Jacques Demers (* 25. August 1944 in Montréal, Québec) ist ein ehemaliger kanadischer Eishockeytrainer, der unter anderem bei den Detroit Red Wings und den Montréal Canadiens gearbeitet hat. Von 2009 bis 2019 war er Senator.

## Karriere
Jacques Demers übernahm seinen ersten Job als Trainer 1975 bei den Indianapolis Racers in der WHA. Nach zwei Jahren verließ er das Team und wechselte innerhalb der Liga zu den Cincinnati Stingers, wo er aber nur ein Jahr blieb.
1978/79 ging die WHA in ihre letzte Saison und Demers erhielt den Trainerposten bei den Québec Nordiques. Das Team spielte eine gute Saison, in den Playoffs erreichten sie aber nur die zweite Runde. Die Nordiques wurden im Sommer 1979 in die NHL aufgenommen und Demers ging diesen Schritt mit, allerdings konnte sich das Team in seinem ersten Jahr in der NHL nicht behaupten. Demers gab daraufhin den Job als Cheftrainer auf und trainierte nach einem Jahr Pause das AHL-Farmteam der Nordiques, die Fredericton Express. Im ersten Jahr konnte das Team nur jedes vierte Spiel gewinnen, im zweiten Jahr hingegen blühte das Team auf und gewann 45 seiner 80 Begegnungen. Demers erhielt dafür den Louis A. R. Pieri Memorial Award als bester Trainer der Liga.
Daraufhin wurde er im Sommer 1983 von den St. Louis Blues verpflichtet. 1985/86 konnte er das Team bis ins Conference-Finale führen, wo sie in einer umkämpften Serie den Toronto Maple Leafs unterlagen. Nach diesem ersten Erfolg nahmen ihn die Detroit Red Wings unter Vertrag.
Die Red Wings gehörten zu diesem Zeitpunkt zu den schlechtesten Teams der Liga, zwar konnte man sich vom Anfang bis Mitte der achtziger Jahre wieder etwas aufrappeln, doch in der Saison 1985/86 hatten sie mit nur 17 Siegen die schlechteste Saison ihrer Geschichte gespielt. Demers holte das Team wieder aus dem Tabellenkeller heraus und schaffte es gleich in der Saison 1986/87 mit den Red Wings bis ins Conference-Finale, was das Team 1987/88 wiederholen konnte. In beiden Jahren wurde er mit dem Jack Adams Award als bester Trainer der NHL ausgezeichnet. Es war das erste und bisher einzige Mal, dass ein Trainer die Trophäe zweimal in Folge gewinnen konnte.
Doch der Erfolg hielt nicht länger an. In der folgenden Saison schieden die Red Wings in der ersten Runde der Playoffs aus, im Jahr darauf verpassten sie wieder die Qualifikation und Demers musste im Sommer 1990 seinen Stuhl in Detroit räumen.
1992 kehrte er zurück in die NHL als Trainer seines Heimatteams, den Montréal Canadiens. Die Saison 1992/93 verlief ohne größere Probleme und das Team qualifizierte sich für die Playoffs. Dort drehten die Canadiens auf und zogen mit nur drei Niederlagen ins Finale um den Stanley Cup ein. Dort trafen sie auf die Los Angeles Kings um Superstar Wayne Gretzky. Trotzdem hatten die Kings keine Chance und Montréal gewann unter der Führung von Jacques Demers den 24. Stanley Cup der Vereinsgeschichte.

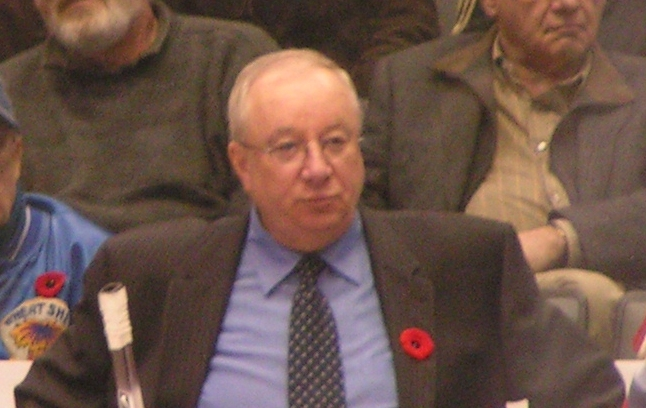
Jacques Demers betreute ein Alumni-Team der Canadiens beim Legends Classic 2008 in Toronto

Die Saison 1993/94 verlief relativ ruhig und erneut schafften es die Canadiens in die Playoffs. Diesmal war für den Titelverteidiger aber schon in der ersten Runde Schluss. 1994/95 verpassten sie die Playoffs und als die Canadiens zu Beginn der Saison 1995/96 die ersten fünf Spiele verloren, musste Jacques Demers das Team verlassen.
Während der Saison 1997/98 erhielt Demers den Job als Cheftrainer der Tampa Bay Lightning, die erst 1992 zur NHL gestoßen waren und sich noch nicht endgültig etabliert hatten. Auch unter Demers konnte das Team keine Erfolge feiern und verpasste zweimal die Playoffs, ehe er im Sommer 1999 seine Karriere als Trainer beendete. In der Saison 1998/99 war er außerdem General Manager des Teams.
2005 veröffentlichte Demers seine Biografie, die von Mario Leclerc geschrieben wurde. Jacques Demers erzählt in ihr, dass er sein ganzes Leben an Analphabetismus gelitten habe, was er auf seinen alkoholkranken Vater und die ärmlichen Umstände, in denen er aufgewachsen ist, zurückführte. Außer ein paar Worten, die er auf Autogrammkarten schreiben konnte, kann er bis heute kaum lesen und schreiben.
Demers arbeitete als Kommentator für das französischsprachige kanadische Sportfernsehen RDS. Am 27. August 2009 ernannte ihn Premierminister Stephen Harper zum Senator. Im Parlament vertrat er die Provinz Québec und gehörte zunächst der der Fraktion der Konservativen Partei an, aus der er 2015 austrat. 2017 schloss er sich der Independent Senators Group an. Am 25. August 2019 schied Demers mit dem Erreichen der Altersgrenze von 75 Jahren aus dem Senat aus.

## Erfolge und Auszeichnungen
- Stanley Cup 1993
- Jack Adams Award 1987 und 1988
- Louis A. R. Pieri Memorial Award 1983